# Drăgănești-Olt
Drăgănești-Olt — miasto w Rumunii, w okręgu Aluta. Liczy 13 tys. mieszkańców (2006).